# Suaeda depressa
Suaeda depressa är en amarantväxtart som först beskrevs av Frederick Traugott Pursh, och fick sitt nu gällande namn av Sereno Watson. Suaeda depressa ingår i släktet saltörter, och familjen amarantväxter. Inga underarter finns listade i Catalogue of Life.